# Sportklub Sturm Graz
Lo Sportklub Sturm Graz, ufficialmente Sportklub Puntigamer Sturm Graz per motivi di sponsor, comunemente abbreviato in SK Sturm Graz o solo Sturm Graz, è una società calcistica austriaca con sede a Graz, in Stiria. Milita nella Bundesliga austriaca, la massima categoria del campionato austriaco di calcio.
La squadra Amateure gioca invece in Regionalliga Mitte. Dal 1997 disputa le partite casalinghe nello Stadion Graz-Liebenau, impianto sito nel distretto di Liebenau, mentre la squadra Amateure gioca nel Kumberger Well Welt Stadion. I colori sociali sono il bianco e il nero. La locale birreria Puntigamer è lo sponsor principale del club dal 1996.
A livello nazionale il club può vantare 5 campionati austriaci, 7 coppe nazionali e 3 supercoppe. In ambito europeo, invece, la partecipazione a ben tre edizioni consecutive (1998-1999, 1999-2000 e 2000-2001) della Champions League, con raggiungimento della fase a gruppi in tutte queste occasioni. Milita nel massimo campionato austriaco ininterrottamente dal 1966-1967, in questo seconda solo alle due grandi squadre della capitale (Austria e Rapid), che vi giocano dalla fondazione, nel 1911.
È conosciuta per il proprio vivaio, uno dei più floridi del Paese, capace di produrre negli ultimi anni elementi di valore come Markus Schopp, Mario Haas, Ronald Gërçaliu, Ferdinand Feldhofer, Christoph Leitgeb, Jürgen Säumel e Sebastian Prödl. Forse però il giocatore più famoso ad aver vestito la maglia blackie è stato Ivica Vastić.

## Storia

### Fondazione
Il club fu fondato nel 1909 e con esso nacque anche la rivalità con i "cugini" del Grazer AK, società fondata nel 1902.

### Primo successo
Il primo grande successo del club fu conquistato sotto la guida di Otto Barić nella stagione 1982-1983, quando la squadra ottenne il secondo posto in campionato. Questo piazzamento permise allo Sturm di partecipare alla Coppa UEFA della stagione seguente, dove si fermò soltanto ai quarti di finale, eliminato dagli inglesi del Nottingham Forest.

### Una nuova era
Nel dicembre 1992 Hannes Kartnig salì alla presidenza chiamando in panchina il suo amico Heinz Schilcher. All'epoca lo Sturm soffriva di forti problemi economici, pesantemente indebitato, ciononostante riuscì a qualificarsi per partecipare alla neonata Bundesliga, e il duo Kartnig-Schilcher decise che la cosa migliore da farsi non fosse la contrattazione di calciatori già affermati bensì l'utilizzo dei giovani provenienti dal vivaio.
Nel 1993 Schilcher fu sostituito da Milan Đuričić riuscendo ad ottenere la salvezza con una squadra di giovanissimi.

### L'era Osim
Il 1994 è un punto cruciale nella storia dello Sturm Graz che fino ad allora aveva ottenuto scarsi successi. In quell'anno fu chiamato a guidare la squadra il bosniaco Ivica Osim, il quale trasse il massimo profitto dai giovani a sua disposizione con l'inserimento di qualche calciatore di esperienza. Il metodo Osim diede subito i suoi primi frutti in quella stessa stagione (1994-1995) quando la squadra si classificò al secondo posto in campionato. L'anno seguente conquistò il suo primo trofeo, battendo l'Admira/Wacker nella finale della coppa d'Austria. Il campionato però rimaneva tabù, con la squadra che dovette accontentarsi di un nuovo secondo posto.
Il 1997-1998 segna una svolta, con il primo titolo di campione d'Austria per lo Sturm Graz, in un campionato totalmente dominato dal club bianconero che, per giunta, fece registrare due record nel corso di quella stagione: l'imbattibilità nelle prime 12 giornate del torneo, record in seguito polverizzato quello stesso anno con 19 partite consecutive senza mai perdere, e la conquista del titolo con 81 punti totali, concludendo il campionato con 19 punti di vantaggio sul Rapid Vienna, seconda classificata.
Era l'epoca del triangolo magico Haas-Reinmayr-Vastić.

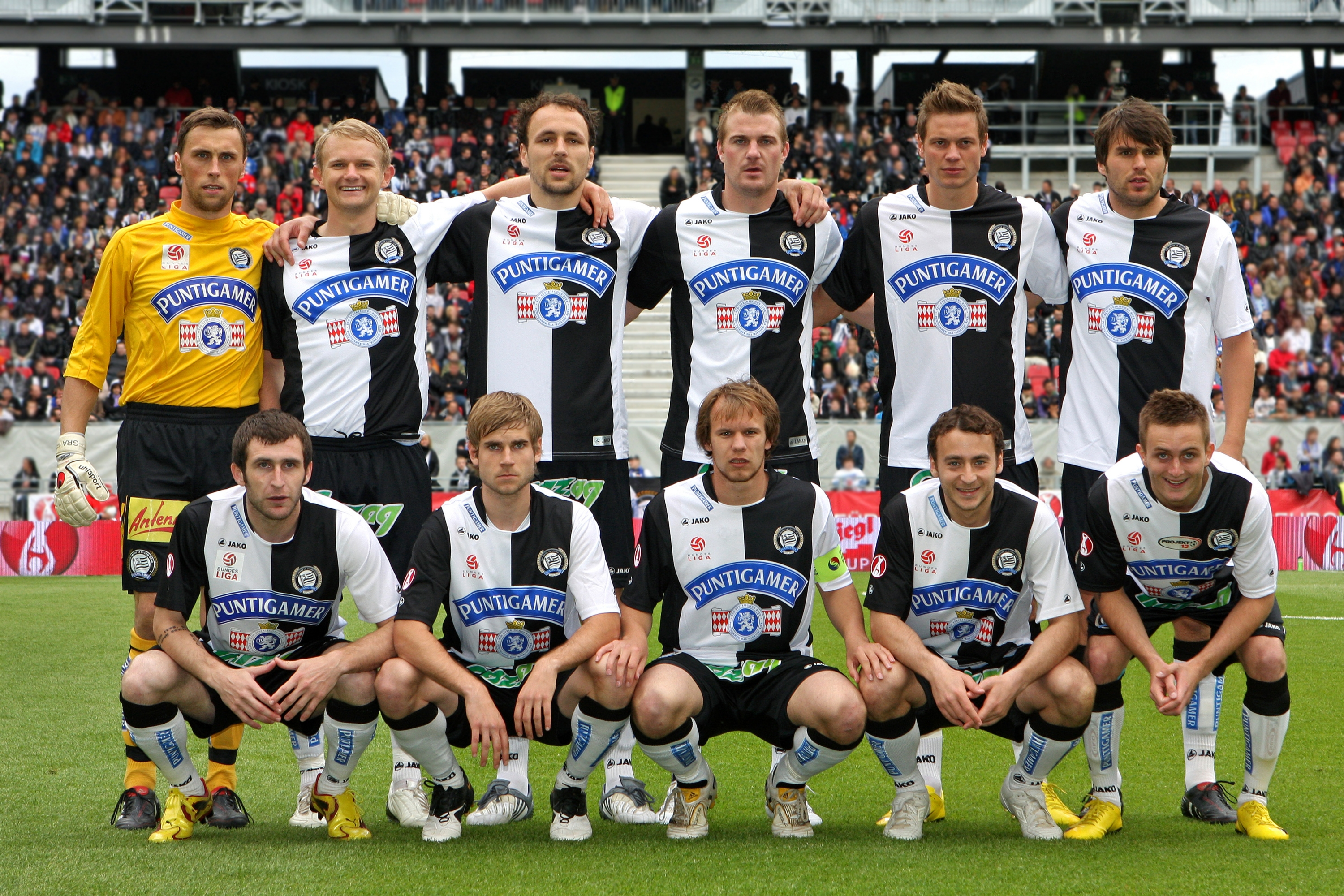
La squadra vincitrice della ÖFB-Cup 2009-2010

Nella stagione successiva lo Sturm Graz non lasciò nulla ai rivali, bissando il campionato e conquistando la coppa e la supercoppa nazionali, e per la prima volta fece la sua apparizione in Champions League. Nella prima partecipazione alla massima competizione europea la squadra ottenne un unico successo, contro lo Spartak Mosca.
Nel 1999-2000 la squadra ebbe una seconda occasione per giocare in Champions League, concludendo il gruppo al terzo posto. La squadra arrivò seconda in campionato, dietro al Tirol Innsbruck, tornando in Champions League per la terza stagione consecutiva.
La Champions League 2000-2001 fece registrare un sorprendente primo posto nella prima fase a gruppi, che aveva visto protagonisti avversari ben più quotati come Galatasaray, Rangers e Monaco) ottenendo così, per la prima volta nella storia, il pass per la seconda fase che però vide lo Sturm Graz eliminato dal torneo, visto che si piazzò al terzo posto dietro al Valencia e al Manchester United.
Dopo i successi ottenuti in Champions League, ben 12 calciatori emigrarono richiesti da diverse squadre europee, e molti di essi non furono adeguatamente rimpiazzati. Inoltre, la frettolosa rifondazione della squadra che ne conseguì, fece svanire in poco tempo tutti i ricavi ottenuti dai tre anni consecutivi di partecipazione alla massima competizione continentale.
La squadra rifondata conquistò un nuovo secondo posto in campionato ma stavolta non ottenne l'accesso alla fase finale della Champions League e Osim fu destituito del suo incarico dopo 8 anni di successi.

### Dal 2002 ai giorni nostri
Si susseguirono due allenatori sulla panchina bianconera, Franco Foda e Gilbert Gress (7 sconfitte in 9 partite), che durarono però ben poco. Nell'autunno 2003 ottenne la guida della squadra Mihailo Petrović, ex-attaccante del club, il quale mantenne la squadra su discreti livelli nel 2003-2004 e nel 2004-2005, anche se le stagioni dell'era Osim erano ormai un ricordo.
Nella stagione 2005-2006 la squadra partecipò alla Coppa Intertoto, venendo però eliminata al secondo turno dai tedeschi del Wolfsburg.
Dopo un periodo convulso e caratterizzato da una crisi finanziaria e di risultati, l'annata calcistica 2007-2008 vede lo Sturm concludere il campionato al 4º posto, qualificandosi così per l'ultima edizione dell'Intertoto, poi vinta, con conseguente qualificazione alla Coppa UEFA. Nella stagione del centenario il club conferma il quarto posto finale, risultato che vale la qualificazione all'Europa League. Sempre nella stagione 2009-2010 arriva la vittoria della quarta coppa d'Austria, dopo il successo in finale sul Wiener Neustadt.
Nella stagione 2010-2011 lo Sturm conquista il suo terzo titolo nazionale, il primo da undici anni a quella parte. Decisiva la vittoria per 2-1 sul Wacker Innsbruck all'ultima giornata. Nella stagione successiva, tuttavia, non riesce a difendere lo schale; Foda viene sostituito dal tedesco Peter Hyballa.
Il 22 aprile 2013 il club esonera Hyballa, sostituendolo con Markus Schopp. La causa principale dell'avvicendamento risiede nel campionato al di sotto delle aspettative.
Dopo qualche stagione altalenante, il 9 maggio 2018 lo Sturm conquista la sua quinta coppa nazionale, battendo in finale 1-0 dopo i tempi supplementari il più quotato Red Bull Salisburgo.
Nella stagione 2022-2023 lo Sturm, dopo un secondo posto finale in campionato e l'ultimo posto in un girone di Europa League con Feyenoord, Midtjylland e Lazio, conquista la sua sesta coppa nazionale, superando in finale il Rapid Vienna per 2-0.
Nella stagione 2023-24, lo Sturm arriva terzo nel gruppo D dell'Europa League con 4 punti, alle spalle di Atalanta e Sporting Lisbona e davanti al Raków Częstochowa, venendo retrocesso in Europa Conference League. All'esordio nella competizione, supera agli spareggi lo Slovan Bratislava, vincendo all'andata e al ritorno, rispettivamente per 4-1 e 1-0. Agli ottavi affronta i francesi del Lille, perdendo per 3-0 all'andata e pareggiando 1-1 al ritorno. Il 1º maggio, però, bissa il successo dell'anno precedente in coppa nazionale, conquistando il suo settimo titolo nella manifestazione dopo aver superato nuovamente il Rapid Vienna per 2-1 in finale. Il 19 maggio, invece, torna a vincere il campionato a tredici anni di distanza dall'ultimo battendo sempre per 2-1 l'Austria Klagenfurt, rendendo inutile il 7-1 con cui il Salisburgo, secondo a due punti di distanza, sconfigge il LASK Linz. Grazie alla vittoria del titolo, lo Sturm Graz si qualifica dunque alla UEFA Champions League per la prima volta dopo 23 anni.

## Strutture

### Stadio
Per molti anni la squadra ha disputato le sue partite casalinghe nel Gruabn, uno stadio con 12 000 posti (quasi nessuno a sedere). Il 1997 vide il trasferimento dello Sturm Graz (ma anche del Grazer AK) nel nuovo Arnold-Schwarzenegger-Stadion, noto come UPC-Arena dal febbraio 2006 dopo che uno scandalo politico aveva coinvolto il governatore californiano. In questione era la pena di morte inflitta ad un condannato americano.
Dal 1997 al 2005 il Gruabn fu utilizzato solo come campo di allenamento o per partite di squadre giovanili e amatoriali. Nel 2005 il terreno fu venduto al comune di Graz per far fronte alle difficoltà finanziarie.

## Società

### Sponsor ufficiali
| Anni      | Sponsor                          | Settore                  | Paese   | Nome                         |
| --------- | -------------------------------- | ------------------------ | ------- | ---------------------------- |
| 1969-1979 | Durisol                          | Materiali da costruzione | Canada  | SK Sturm Durisol Graz        |
| 1979-1990 | Raiffeisen-Landesbank Steiermark | Bancario                 | Austria | SK Raika Sturm Graz          |
| 1990-1996 | Stabil Fenster                   | Produzione infissi       | Austria | SK Stabil Fenster Sturm Graz |
| dal 1996  | Puntigamer                       | Birreria                 | Austria | SK Puntigamer Sturm Graz     |

### Sponsor tecnici
| Anni      | Sponsor | Paese    |
| --------- | ------- | -------- |
| 1974-1983 | Adidas  | Germania |
| 1983-2009 | Puma    | Germania |
| dal 2009  | JAKO    | Germania |
| dal 2013  | Lotto   | Italia   |

## Calciatori

### Capocannonieri del campionato
- 1980-1981  Gernot Jurtin (21 reti)
- 1981-1982  Božo Bakota (24 reti)
- 1995-1996  Ivica Vastić (20 reti)
- 1999-2000  Ivica Vastić (32 reti)

## Palmarès

### Competizioni nazionali
- Campionato austriaco: 5

1997-1998, 1998-1999, 2010-2011, 2023-2024, 2024-2025
- Coppa d'Austria: 7

1995-1996, 1996-1997, 1998-1999, 2009-2010, 2017-2018, 2022-2023, 2023-2024
- Supercoppa d'Austria: 3

1996, 1998, 1999
- Campionato austriaco di calcio amatoriale: 1

1934
- Campionato di Staatsliga B: 1

1954-1955

### Competizioni regionali
- Campionato della Stiria: 11

1920-1921, 1922-1923, 1924-1925, 1933-1934, 1935-1936, 1936-1937, 1940-1941, 1945-1946, 1946-1947, 1947-1948, 1948-1949
- Coppa della Stiria: 9

1931-1932, 1932-1933, 1935-1936, 1936-1937, 1937-1938, 1945-1946, 1946-1947, 1947-1948, 1948-1949

### Altri piazzamenti
- Campionato austriaco:

Secondo posto: 1980-1981, 1994-1995, 1995-1996, 1999-2000, 2001-2002, 2017-2018, 2021-2022, 2022-2023
Terzo posto: 1969-1970, 1996-1997, 2016-2017, 2020-2021
- Coppa d'Austria:

Finalista: 1947-1948, 1974-1975, 1997-1998, 2001-2002
Semifinalista: 1969-1970, 1970-1971, 1981-1982, 1982-1983, 1983-1984, 1984-1985, 1985-1986, 1997-1998, 2003-2004, 2013-2014, 2020-2021
- Supercoppa d'Austria:

Finalista: 1997, 2002

## Statistiche e record

### Statistiche nelle competizioni UEFA
Tabella aggiornata alla fine della stagione 2019-2020.
| Competizione                  | Partecipazioni | G  | V  | N  | P  | RF | RS |
| ----------------------------- | -------------- | -- | -- | -- | -- | -- | -- |
| UEFA Champions League         | 5              | 40 | 14 | 6  | 20 | 47 | 73 |
| Coppa delle Coppe             | 3              | 12 | 4  | 3  | 4  | 14 | 11 |
| Coppa UEFA/UEFA Europa League | 17             | 62 | 16 | 15 | 29 | 62 | 84 |
| Coppa Intertoto               | 3              | 10 | 3  | 5  | 2  | 16 | 11 |

### Statistiche individuali
Aggiornate al 26 dicembre 2011.
| Presenze in campionato - 442 Mario Haas - 426 Günther Neukirchner - 410 Anton Pichler - 393 Rudolf Schauss - 378 Gernot Jurtin - 333 Heinz Russ - 322 Manfred Steiner - 319 Walter Saria - 300 Manfred Wirth - 290 Heinz Thonhofer | Reti in campionato - 145 Mario Haas - 125 Ivica Vastić - 117 Gernot Jurtin - 85 Božo Bakota - 70 Kurt Reisinger - 69 Kurt Stendal - 63 Ludwig Durek - 61 Otto Mühlbauer - 60 Toni Kaltenegger - 59 Heinerl Tautscher |

## Tifoseria
Lo Sturm Graz, secondo uno studio della tedesca Sport + Markt, è seconda in Austria per numero di tifosi con 360 000, alla pari con il Salisburgo e dietro solo al Rapid Vienna (circa 700 000). In Europa occupa la 117ª posizione con un totale di 410 000 tifosi.
I principali gruppi di tifo organizzato oggi attivi sono Jewels Sturm, Brigata Graz (fondati nel 1994) e Grazer Sturmflut, creato nel 1996. Nelle partite casalinghe la tradizionale presenza in curva sud (settori 24, 25 e 26) è stata scardinata nel 2008-2009, con la rimodernazione dell'impianto e la costruzione di due nuovi settori destinati ai tifosi. Oggi i tifosi casalinghi occupano i settori 9, 10, 11, 12 e 13 della curva nord. Oltre ai gruppi citati, ne esistono altri di minore consistenza.

### Rivalità
- Grazer AK
- Rapid Vienna
- Austria Vienna

La rivalità più sentita è quella stracittadina con il Grazer AK: dai tempi del primo campionato stiriano (1920) la rivalità è cresciuta continuamente. Curiosamente, i due club hanno avuto periodi di splendore quasi in contemporanea (all'inizio degli anni ottanta e tra la fine degli anni novanta e l'inizio dei duemila).
Con l'approdo a posizioni di rilievo nel panorama calcistico nazionale, sono nate rivalità molto forti anche con le due "grandi" di Vienna, specialmente con la tifoseria del Rapid si sono venuti a creare pessimi rapporti.

### Amicizie
- Werder Brema
- Karlsruhe
- Carrarese
- Pisa

I tifosi dello Sturm Graz hanno stretto rapporti di amicizia, che perdurano tuttora, in Germania e Italia.

## Organico

### Rosa 2025-2026
Aggiornata al 18 agosto 2025.
| N. |                         | Ruolo | Calciatore           |
| -- | ----------------------- | ----- | -------------------- |
| 1  | Danimarca (bandiera)    | P     | Oliver Christensen   |
| 2  | Scozia (bandiera)       | D     | Max Johnston         |
| 4  | Slovenia (bandiera)     | D     | Jon Gorenc-Stanković |
| 5  | Germania (bandiera)     | D     | Tim Oermann          |
| 6  | Austria (bandiera)      | D     | Aleksandar Borković  |
| 8  | Polonia (bandiera)      | C     | Filip Rózga          |
| 9  | Polonia (bandiera)      | A     | Szymon Włodarczyk    |
| 10 | Georgia (bandiera)      | C     | Otar Kiteishvili     |
| 11 | RD del Congo (bandiera) | A     | Axel Kayombo         |
| 15 | Danimarca (bandiera)    | A     | William Bøving       |
| 17 | Austria (bandiera)      | D     | Emir Karic           |
| 18 | Inghilterra (bandiera)  | C     | Emran Soglo          |
| 19 | Slovenia (bandiera)     | C     | Tomi Horvat          |
| 20 | Norvegia (bandiera)     | A     | Seedy Jatta          |
| 21 | Danimarca (bandiera)    | C     | Tochi Chukwuani      |

| N. |                                 | Ruolo | Calciatore                   |
| -- | ------------------------------- | ----- | ---------------------------- |
| 22 | Danimarca (bandiera)            | C     | Julius Beck                  |
| 23 | Bosnia ed Erzegovina (bandiera) | D     | Arjan Malić                  |
| 24 | Belgio (bandiera)               | D     | Dimitri Lavalée              |
| 25 | Austria (bandiera)              | C     | Stefan Hierländer (capitano) |
| 26 | Austria (bandiera)              | A     | Belmin Beganović             |
| 27 | Austria (bandiera)              | D     | Gabriel Haider               |
| 35 | Austria (bandiera)              | D     | Niklas Geyrhofer             |
| 38 | Austria (bandiera)              | A     | Leon Grgić                   |
| 40 | Austria (bandiera)              | P     | Matteo Bignetti              |
| 41 | Austria (bandiera)              | P     | Elias Lorenz                 |
| 43 | Austria (bandiera)              | C     | Jacob Peter Hödl             |
| 47 | Austria (bandiera)              | D     | Emanuel Aiwu                 |
| 53 | Russia (bandiera)               | P     | Daniil Chudjakov             |
|    | Capo Verde (bandiera)           | A     | Bryan Teixeira               |

## Rose delle stagioni precedenti
- 2011-2012
- 2014-2015
- 2015-2016
- 2016-2017
- 2017-2018
- 2018-2019